# 정지현 (레슬링 선수)
정지현(鄭智鉉, 1983년 3월 26일~)은 대한민국의 레슬링 선수, 지도자이다.

## 경력
2004년 아테네 올림픽에 대한민국 국가대표로 참가하여 그레코로만형 -60kg급에서 쿠바의 로베르토 몬손을 격파하고 금메달을 획득했다. 또한 가수 MC몽과 닮은꼴 선수로 화제를 모으기도 했다.

## 개인사
2009년에 정지연과 결혼하여 딸 정서현, 아들 정우현을 두었다.

## 수상
- 2004년 아테네 올림픽 레슬링 그레코로만형 60㎏급 금메달
- 2010년 광저우 아시안 게임 레슬링 그레코로만형 60kg급 은메달
- 2014년 인천 아시안 게임 레슬링 그레코로만형 71Kg급 금메달

## 기타
- 2004년 롯데삼강 국화빵과 아이스크림 텔레비전 광고 출연 (가수 MC몽과 함께 출연)